# Ciudad Choluteca
Ciudad Choluteca är en departementshuvudort i Honduras.   Den ligger i departementet Choluteca, i den södra delen av landet, 90 km söder om huvudstaden Tegucigalpa. Ciudad Choluteca ligger 53 meter över havet och antalet invånare är 75 872.
Terrängen runt Ciudad Choluteca är platt västerut, men österut är den kuperad. Runt Ciudad Choluteca är det ganska tätbefolkat, med 214 invånare per kvadratkilometer. Ciudad Choluteca är det största samhället i trakten. Omgivningarna runt Ciudad Choluteca är en mosaik av jordbruksmark och naturlig växtlighet.